# Juan Antonio Corretjer
Juan Antonio Corretjer Montes (Ciales, Puerto Rico, 3 de marzo de 1908 - Río Piedras, Puerto Rico, 19 de enero de 1985) fue un poeta, periodista, escritor y político puertorriqueño que luchó por la independencia de Puerto Rico.

## Biografía
Desde su infancia el seno de su hogar fue una escuela de amor patrio. Sus canciones de cuna fueron los versos de José Martí y los cánticos épicos alusivos a la gesta de Juan Ríus Rivera, Máximo Gómez y Antonio Maceo en Cuba. De labios de sus familiares escuchó la épica patriótica de la insurrección cialeña cuando el 13 de agosto de 1898 más de seiscientos campesinos armados declararon a viva voz la independencia de Puerto Rico, obligando  a la ocupación española a huir del pueblo de Ciales. En la dirección de ese levantamiento estuvieron involucrados su abuelo Juan Montes Núñez y su tío Ramón Montes. Otros de sus tíos y familiares participaron en diversas tareas organizativas.
Esta formación política explica por qué Juan Antonio Corretjer siendo un niño encabezaba las manifestaciones de jóvenes que daban gritos de ¡Viva Puerto Rico Libre! y ¡Viva la Independencia de Puerto Rico! en las manifestaciones públicas del Partido Unión de Puerto Rico. Desde muy temprano se manifiesta en él su preocupación por los intereses de la Patria.
Siendo apenas un estudiante de escuela elemental se inicia políticamente en la Sociedad Literaria José Gautier Benítez de Ciales. Posteriormente, en octavo grado organizó la primera protesta estudiantil contra las autoridades norteamericanas en su pueblo. Como resultado de esta acción fue expulsado de todas las escuelas del municipio de Ciales. Las autoridades escolares determinaron que sus estudios tenían que realizarse en la población de Vega Baja.
De regreso a Ciales ingresa en la Juventud Nacionalista anteriormente conocida como la Sociedad Literaria José Gautier Benítez. A partir de este momento, desde los 16 años de edad, Corretjer estará sin interrupción en las más difíciles y peligrosas trincheras de la lucha por la independencia de Puerto Rico.

## Comienzos en la literatura
Su abuelo fue Ángel Javier Hernández Rivera.  Su primer poema lo escribe a la edad de 12 años, y lo identifica como Canto a Ciales. Esta loa a su pueblo es el inicio de una gran obra literaria que se extiende por espacio de sesenta y cinco años. Su más antiguo poema existente es el soneto «De otoño» que data de 1924. Sus primeros versos publicados se remontan a 1925, en que aparecen en revistas como el Puerto Rico Ilustrado.
En 1926 trabaja afanosamente con los círculos literarios de San Juan. Algunos de ellos ya están influenciados por el marxismo. Por mediación de Vicente Géigel Polanco lee el primer artículo marxista publicado en la prestigiosa revista peruana Boletín Titicaca y a través de Samuel R. Quiñones conseguirá una edición revisada de El capital de Karl Marx. A partir de 1927 su poesía es una lírica que posee tanto la influencia nacionalista como la marxista en interesante síntesis. En su «Canción multitudinaria», de 1928, ya apreciamos su compromiso ideológico con el socialismo.

## Incursión en la política
Decepcionado con la actitud conservadora del Partido Nacionalista decide marcharse a Nueva York. Inmediatamente se integra a La Liga Anti-imperialista de las Américas que era un frente de la Tercera Internacional. En esta organización participa destacadamente en las protestas contra la intervención de Estados Unidos en Nicaragua y Haití. Por otro lado, aprovecha su estadía en Nueva York para trabajar con el Frente Sandinista con el propósito de conseguir armas para Sandino y de allegar simpatías y apoyo a la causa de la independencia de Puerto Rico. Esta organización condena enérgicamente la secuela de intervenciones militares norteamericanas en Latinoamérica, especialmente en Nicaragua, y respalda en la clandestinidad a los que luchan contra ellas. El trabajo de Corretjer en dicho frente le ocasiona su primer arresto.
Durante su estadía en Nueva York se mantiene en la trinchera literaria y desde allí se integra a trabajar con el grupo de intelectuales que posteriormente se conocerá como la «Generación del Treinta». Desde la urbe neoyorquina enviará trabajos que publica en la recién creada Revista Índice. En esta revista colabora junto a Antonio S. Pedreira, Vicente Géigel Polanco, Samuel R. Quiñones, A. Collazo Martell y otros destacados escritores. Dicho sea de paso, el primer poema que publica en esta revista, el 13 de agosto de 1929, Regresemos a la montaña , es un profético cántico de guerra a la gran jornada albizuista que se aproxima.
Ese mismo año debido a que su madre estaba gravemente enferma, Corretjer se ve obligado a regresar a Puerto Rico. Poco después, en enero de 1930 también regresa don Pedro Albizu Campos luego de finalizar una exitosa campaña de apoyo a la independencia de Puerto Rico en varios países latinoamericanos. En esos momentos Albizu ha salvado el nacionalismo. Corretjer conoce a Albizu y se une de inmediato a trabajar con el Partido Nacionalista. El Partido lo nombra su Secretario Administrador. Desde ese instante Corretjer participa en todas las luchas heroicas de ese nacionalismo combativo.
En 1932 Juan Antonio Corretjer participa junto a Pedro Albizu Campos en la protesta popular que toma el Capitolio de Puerta de Tierra en la capital, en contra de un proyecto de ley que atentaba contra la dignidad de la bandera nacional puertorriqueña. En la protesta cae el primer héroe de la jornada del treinta, el joven Ángel Manuel Suárez Díaz.
A pesar de la intensa labor política Corretjer publica, ese mismo año, su primer cuaderno de versos titulado Agueybaná que dedica «al Maestro Pedro Albizu Campos con admiración y cariño». En su poema «Motín» da cuenta de los sucesos del 32. En su poemario Agueybaná ya Corretjer se va proyectando como el poeta épico de Puerto Rico, proyección que queda totalmente plasmada en su famosa Alabanza en la torre de Ciales. Por otro lado va desarrollándose como el poeta de temas afro indígenas y criollos que trasciende la lírica de estampas folklóricas. Es que el verso de Corretjer es un verso vivo que representa la lucha heroica y centenaria de su pueblo tanto en el contexto nacional como en el contexto de la lucha de clases.
En 1933 Corretjer comienza a destruir la tesis del insularismo con cadenas al publicar su poemario Ulises que precisamente lo identifica como «versos al mar de un hombre de tierra adentro». Insularismo que también destruye en el plano de la lucha política al convertirse en un embajador de la causa puertorriqueña en las Antillas. Representa al Partido Nacionalista en la República Dominicana y Haití, lugares que visita para continuar el peregrinaje de Albizu. Esta labor de diplomacia revolucionaria la inicia después de acompañar a Albizu en la dirección de las grandes huelgas de los trabajadores de la caña en 1934. Corretjer trabajó en la organización de las grandes huelgas de Canóvanas y Fajardo.
A principios de 1935 viaja a Cuba con el propósito de buscar apoyo hacia la causa de su patria aún irredenta. Durante su estadía en Cuba colaboró con el grupo revolucionario que dirigía Antonio Guiteras contra el régimen de Batista.
Al estallar la huelga general en marzo de 1935 —de carácter antiimperialista— inmediatamente Estados Unidos amenaza con invadir a Cuba. Ante esta situación Corretjer contesta el reto por una estación de radio declarando que el pueblo cubano lo recibiría con las armas en la mano. Esta declaración pública y su participación en la huelga motivaron a los carceleros del imperialismo a encarcelarlo en el famoso Castillo del Príncipe. Fue toda esta experiencia la que le dio la oportunidad de conocer a figuras como Juan Marinello, Pablo de la Torriente Brau y Blas Roca, dirigente del Partido Comunista Cubano. Juan Marinello será compañero de prisión de Corretjer en el Castillo del Príncipe en La Habana en 1935.
En octubre de 1935 la policía colonial de Estados Unidos en Puerto Rico ejecuta lo que históricamente se conoce como La Masacre de Río Piedras. Un día después de los hechos Corretjer es nombrado Secretario General del Partido Nacionalista. En 1936 es encarcelado nuevamente al negarse a entregar, a las autoridades norteamericanas el libro de Actas del Partido Nacionalista. Por este alegado desacato, que para el pueblo era un acto de valentía, vergüenza y honestidad patriótica, es condenado a un año de cárcel.
Nuevamente Corretjer, con estoicismo y patriotismo tiene que enfrentarse a la «justicia del invasor» que ocupa militarmente su Patria. Estando encarcelado en La Princesa se le acusa de «conspirar para derrocar el gobierno de Estados Unidos en Puerto Rico». En este histórico «juicio» un jurado compuesto por puertorriqueños declara a Albizu, Corretjer y sus otros compañeros inocentes. Inmediatamente el gobierno de Estados Unidos, violando sus propios estatutos jurídicos, reúne un segundo jurado donde los norteamericanos superan numéricamente a los puertorriqueños y los declaran culpables. De esta forma el alto liderato del Partido Nacionalista es exiliado en las frías mazmorras de Atlanta.

## Encarcelamiento
Además de Albizu y Corretjer serán encarcelados Luis F. Velázquez, Clemente Soto Vélez, Erasmo Velázquez, Pablo Rosado Ortiz, Juan Gallardo y Julio Héctor Velázquez. Serán trasladados a Atlanta el 7 de junio de 1937. Con esta acción el imperialismo quería destruir la unidad de líder, partido y masas.
A pesar de que sus tareas políticas de organización fueron su prioridad Corretjer realiza labores de periodismo revolucionario editando La Palabra, órgano oficial del Partido Nacionalista y escribe diversos ensayos y cuentos.
Muchos de los cuentos de esta época fueron recopilados por el profesor Ramón Felipe Medina y editados bajo el título de El cumplido. Entre 1929 al 1937 Corretjer publicó cinco relatos y años después, entre febrero de 1943 y octubre de 1944, publicó cuarenta narraciones en la sección Cuento semanal del periódico Pueblos hispanos. Los cuentos de Corretjer son muy distintos desde el punto de vista de su temática, estructura, desenlace y problemas ideológicos planteados pues rompen con la literatura colonialista de la docilidad tan arraigada en muchos de nuestros narradores.
Juan Antonio Corretjer publica en 1937 sus obras Amor a Puerto Rico y Cántico de Guerra en los momentos en que se enfrenta al cruel proceso de la cárcel y el exilio. Estará en la prisión de Atlanta desde el 7 de junio de 1937 hasta al 4 de junio de 1942.
Después de su excarcelación el imperialismo yanqui lo mantiene desterrado en Nueva York pues no se le permite cambiar de domicilio ni mucho menos regresar a Puerto Rico.

## Incursión en el Partido Comunista y continuación de sus intentos revolucionarios
Después de diez largos años de ausencia Juan Antonio Corretjer regresa a su Patria y junto a su compañera Consuelo ingresa en el Partido Comunista. Posteriormente, en marzo de 1948, ambos son expulsados del Partido por impulsar la vía revolucionaria y abogar por la revolución armada. Ese mismo año Juan Antonio y Consuelo participan en la organización de la Escuela Betances donde desarrollan sistemas de alfabetización para el pueblo apoyados por la organización Unión del Pueblo.
Entre los años 1948 a 1952 Juan Antonio Corretjer continúa su labor política y literaria en distintos niveles. Se destaca escribiendo ensayos de carácter político y poemas combativos mientras se mantiene trabajando en la Unión del Pueblo Pro-Constituyente, organización abiertamente antiimperialista. En estos últimos años de la década de 1940 también produce una serie de trabajos en prosa entre los que se destacan: El buen borincano (1945), Llorens: Juicio histórico (1946), Nuestra bandera (1947), La Revolución de Lares (1947), La lucha por la independencia de Puerto Rico (1949). Este último trabajo ha inspirado a varios historiadores que han investigado algunas de las tesis planteadas por Corretjer en esta obra.
Al estallar la Revolución Nacionalista es arrestado y acusado de incitar al motín. Posteriormente es nuevamente encarcelado y cumple seis meses de prisión. De este proceso son sus obras Los primeros años (1950) y Tierra nativa (1951). En 1950 escribe el cantar épico de Puerto Rico, Alabanza en la torre de Ciales que publica posteriormente en 1953.
Entre los años 1953 a 1960 publica sus obras Contestación al miedo (1954), Don Diego en el Cariño (1956), 'Yerba bruja (1957) y Distancias (1957). A finales de esa década continúa su lucha de carácter antillano al apoyar la revolución contra la dictadura de Batista.

## Corretjer, Cuba y la revolución
Corretjer colabora estrechamente con el Movimiento 26 de Julio hasta el triunfo de la Revolución. Viaja a Cuba en 1959 y allí nace su amistad con Ernesto "Che" Guevara.
Desde Cuba parte a Centro y Sur América a buscar apoyo a la causa de independencia de Puerto Rico. Estando en Venezuela participa destacadamente en el Segundo Congreso Pro Libertad y Democracia. Su peregrinaje le permitió iniciar amistad con la intelectualidad más prestigiosa de América Latina, incluyendo a Rómulo Gallegos.
Para esta fecha Corretjer realiza trabajo antiimperialista en América Latina junto a Salvador Allende, de Chile; Ricardo Alarcón, de Cuba; Jovito Villalba y José Herrera Oropeza, de Venezuela; Cheddi Jagan, de Guyana y otros destacados líderes. Por gestiones de Corretjer y un grupo de amigos se logra que varios expresidentes de países latinoamericanos suscribieran un pronunciamiento público apoyando la independencia de Puerto Rico. Lo firmaron figuras internacionalmente reconocidas como José María Velazco Ibarra, de Ecuador; Wolfgang Larrázabal, de Venezuela; Juan José Arévalo, de Guatemala y Lázaro Cárdenas, de México.

## Corretjer en la década de los sesenta
Al regresar a Puerto Rico apoya la creación del Movimiento Pro Independencia (MPI) y en su seno defiende la huelga electoral como arma de lucha política. De esta forma Corretjer mantiene la tradición revolucionaria defendida por Ramón Emeterio Betances y Pedro Albizu Campos. Se retira del MPI tan pronto esta organización decidió en su primera fase que cada uno de sus miembros en forma opcional podía apoyar o no apoyar las elecciones coloniales.
En 1961 Corretjer publica su obra Genio y figura. Desde ese año estará viajando a las Naciones Unidas para participar en las deliberaciones sobre el caso colonial de Puerto Rico. Entre 1961 y 1963 participará como portavoz de Acción Patriótica Unitaria en esta gestión internacional.
En 1962 es arrestado en México porque el presidente Kennedy visitaba la ciudad capital y por tal razón «ningún independentista puertorriqueño podía estar suelto por las calles de México». Después de su excarcelación el gobierno mexicano ordena su deportación.
De regreso a Puerto Rico organiza la Liga Socialista y continúa presidiendo o militando en comités que laboran contra el Servicio Militar Obligatorio, impuesto por Estados Unidos en Puerto Rico, contra la usurpación de las tierras viequenses en poder de la Marina de Guerra Norteamericana, contra la explotación minera y contra el plebiscito colonial efectuado en 1967. En 1963 publica su obra Futuro sin falla y en 1966, Albizu Campos: Hombre histórico. Un año después publica Pausa para el amor.
En 1968 es acusado junto a su compañera Consuelo Lee y otros compañeros de la Liga Socialista por conspiración. En 1969 nuevamente son procesados con los mismos cargos. En 1970, tanto Corretjer como doña Consuelo, sufren un atentado contra sus vidas. Después de este atentado son encarcelados en junio de 1971 junto a otros compañeros por los cargos presentados desde el 1969.

## Corretjer en los setenta y su continuación en la lucha por la independencia de Puerto Rico
A pesar del largo proceso judicial Corretjer se mantiene trabajando en las luchas políticas y culturales. En 1970 publicó el ensayo histórico La historia que gritó en Lares y el poemario Canciones de Consuelo que son canciones de protesta. Posteriormente, entre 1972 y 1976 publica las obras de poesía Construcción del Sur, Aguinaldo escarlata, Para que los pueblos canten, entre otros. En 1977 publica su obra Paso a Venezuela. En 1978 el Instituto de Cultura Puertorriqueña le publica su primer tomo de Obras completas.
En los últimos años ha publicado varios ensayos entre los que se destacan: Las banderas de la independencia (1970), El líder de la desesperación (1972), Semblanza polémica de Pedro Albizu Campos (1973), La patria radical (1975), Problema de la guerra popular en Puerto Rico (1977), La patria radical, edición ampliada (1978), El voto presidencial (1980), Vieques y la lucha por la independencia (1980), y la obra Poesía y revolución Tomo I, Antología de escritos de Corretjer, seleccionados por José Ramón Meléndez.
Entre sus conferencias publicadas recientemente se destacan, entre otras: El sufragio es una mentira (1976), De Betances a Lenin (1977), Fusilamiento en Maravilla (1978), Corretjer en la ONU (1978), El espíritu de Lares (1978), Asesinato en Tallahasse (1979) y Entre rayos y centellas (1981). Como conferenciante Corretjer ha pronunciado varios cientos de conferencias en la radio, las escuelas, uniones, centros universitarios, centros culturales y en diversas comunidades de latinoamericanos en Estados Unidos donde funda el Movimiento de Liberación Nacional.

## Regreso al periodismo
Como periodista Juan Antonio Corretjer, además de ser una de nuestras mejores plumas ha fundado más de una docena de periódicos y revistas. También ha colaborado en diversos periódicos y revistas de circulación nacional. En sus últimos años editó El Correo de la Quincena, que es el órgano oficial de la Liga Socialista Puertorriqueña, organización que presidió desde el 2 de enero de 1962. También de esta organización editó el periódico "El socialista" .
Como director de periódicos estuvo al frente de El boricua, ¡Adelante!, Prieto y puya, Bandera, Pabellón y Pueblos hispanos.
Toda esta obra gigantesca, ardua, consecuente, tiene méritos en sí mismas y méritos que trascienden. Porque Juan Antonio Corretjer ha desarrollado esta lucha titánica con valentía y sacrificio, siempre de pie, cara a cara ante el enemigo. En esta lucha jamás dobló rodilla. Y si tuvo que enfrentarse al hambre, a la represión, a la cárcel, al exilio, a la traición, jamás fue humillado por el imperialismo yanqui.

## Muerte
Murió el sábado 19 de enero de 1985 en San Juan, Puerto Rico. Luego de su muerte se popularizó su poema Boricua en la luna, el cual fue interpretado por Roy Brown, la banda Fiel a la Vega y el declamador Ricardo López Serrano.